# Chionaema fasciatella
Chionaema fasciatella là một loài bướm đêm thuộc phân họ Arctiinae, họ Erebidae.